# Danielle Grega
Danielle Grega est une joueuse américaine de hockey sur gazon. Elle évolue au poste d'attaquante avec l'équipe nationale américaine.

## Biographie
Elle est née le 2 juillet 1996 à Kingston. Elle a commencé à jouer au hockey pendant sa sixième année à l'école.

## Carrière
Elle a fait ses débuts avec l'équipe première en novembre 2018 lors d'un match amical face à la Belgique à Lancaster.

## Palmarès
- : 3e aux Jeux panaméricains 2019.